# Brian McMahan
Pour les articles homonymes, voir McMahan.
Brian McMahan est un guitariste de Louisville (Kentucky).
Il a été un membre de Squirrel Bait, s'en est ensuite allé pour créer le groupe séminal Slint. Il a été à la fois chanteur et guitariste pour ce groupe. Après leur séparation, dans l'année 1991, il a collaboré avec Will Oldham au projet Palace Brothers.
En 1994, Brian McMahan forme The For Carnation ; il est le seul membre permanent de ce groupe. Il a fait partie aussi de King Kong.